# 昂丰韦勒
昂丰韦勒（法語：Enfonvelle，法語發音：[ɑ̃fɔ̃vɛl]）是法国上马恩省的一个市镇，属于朗格勒区。

## 地理
昂丰韦勒（47°55'37"N, 5°51'52"E）面积12.4 平方千米，位于法国大東部大區上马恩省，该省份为法国东北部内陆省份，北起马恩省和默兹省，西接奥布省，西南接科多尔省，东南接上索恩省，东临孚日省。
与昂丰韦勒接壤的市镇（或旧市镇、城区）包括：阿庞斯河畔弗雷讷、默莱、布隆德方丹、容韦勒、索恩河畔沙蒂永。

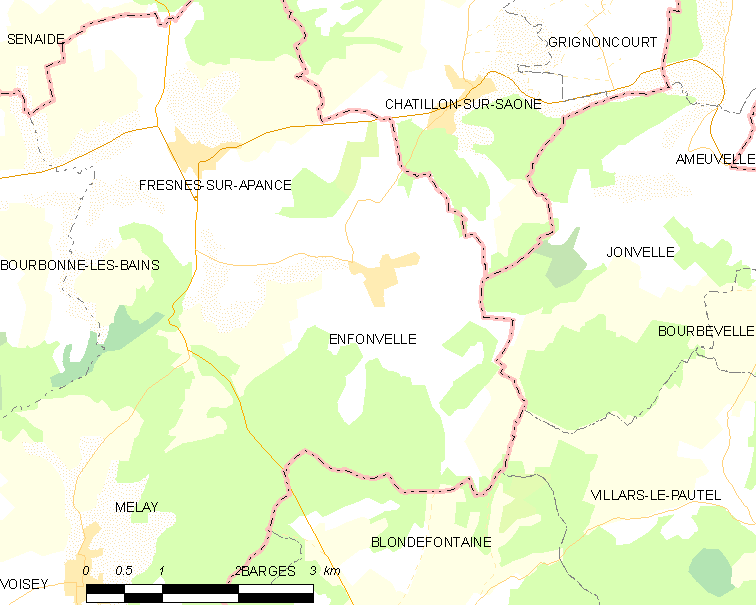
昂丰韦勒的OSM定位图

昂丰韦勒的时区为UTC+01:00、UTC+02:00（夏令时）。

## 行政
昂丰韦勒的邮政编码为52400，INSEE市镇编码为52185。

## 政治
昂丰韦勒所属的省级选区为波旁莱班县。

## 人口

1962-2008年间昂丰韦勒人口变化图示

昂丰韦勒于2022年1月1日时的人口数量为71人。